# Lerchenfeldgletscher
Der Lerchenfeldgletscher liegt in der Antarktis und fließt in westlich-nordwestlicher Richtung zwischen den Bertrab-Nunataks und den Littlewood-Nunataks. Er verschmilzt mit der Südflanke des Schweitzergletschers. Zusammen münden die Gletscher in die Vahselbucht.
Entdeckt wurde der Gletscher während der Zweiten Deutschen Antarktisexpedition (1911–1912) unter der Leitung von Wilhelm Filchner, der den Gletscher nach Graf Hugo von und zu Lerchenfeld-Köfering (1843–1925) benannte, einem Unterstützer der Forschungsreise.